# Gastronomía de Eritrea

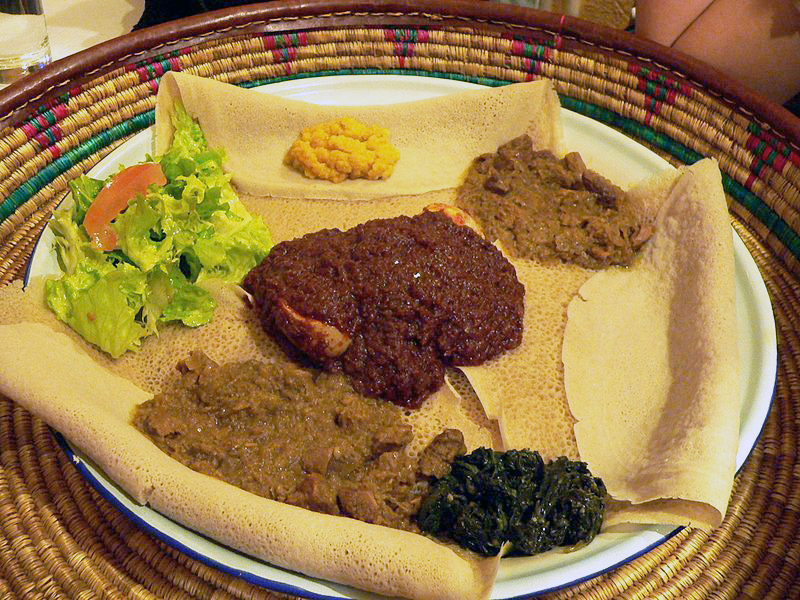
Este es un plato típico de la cocina de las cocinas de Eritrea y Etiopía (Alicha).

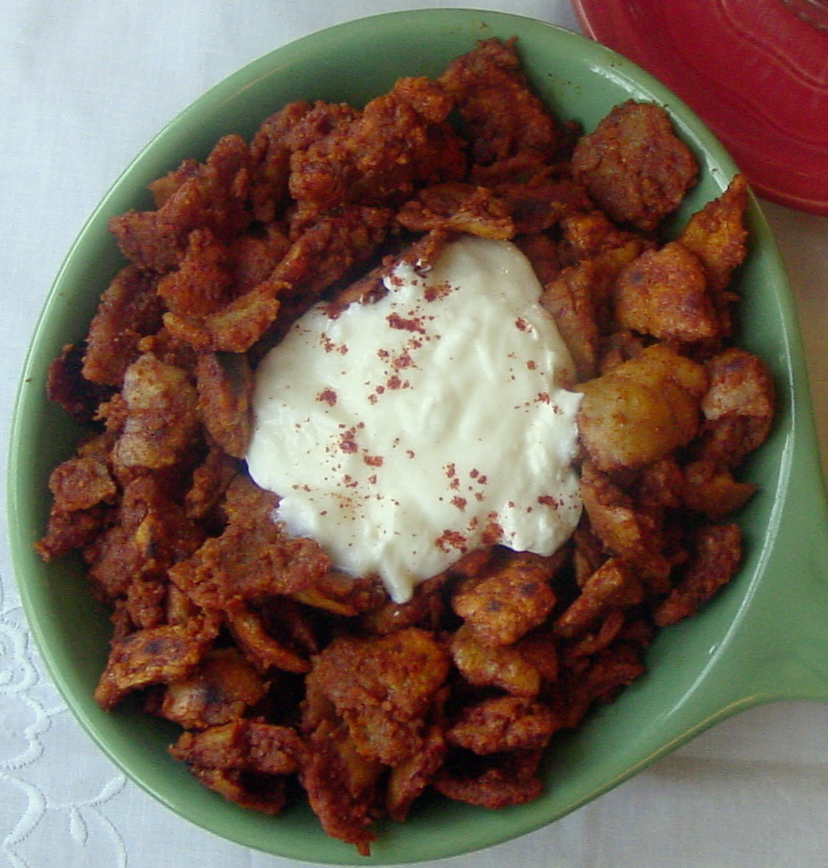
Un alimento típico de desayuno Kitcha fit fit acompañado de yogur y salsa berbere.

La gastronomía de Eritrea tiene diversas tradiciones culinarias radicadas en las gentes de Eritrea, posee influencias de otras cocinas tales como la Otomana y la Italiana debido a su comunicación con el Mar Rojo. Las cocinas de Eritrea y Etiopía (especialmente las del norte) son muy similares, en parte debido a la historia común de ambos países. 

## Platos

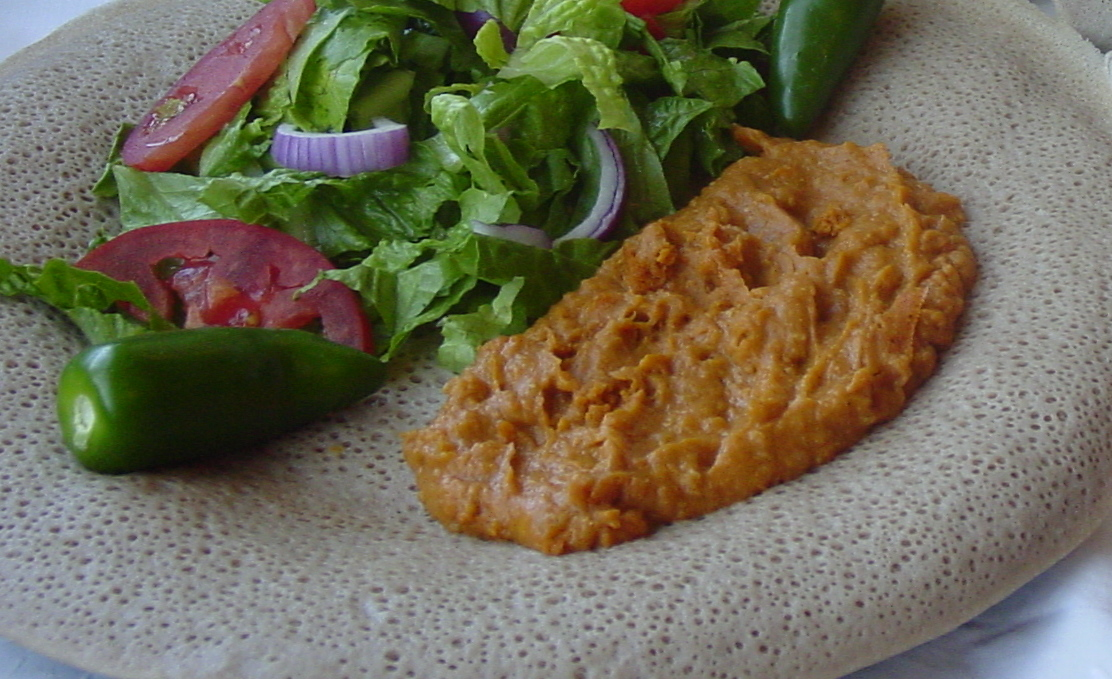
Taita acompañado por shiro y ensalada

Los platos principales son los tsebhis (estofado) servidos con injera/taita (pan plano elaborado de teff, trigo, o sorgo), y hilbet (pasta elaborada con legumbres, principalmente lentejas, habas). 
Los hábitos alimenticios de los eritreos varían regionalmente. En las montañas por ejemplo, el injera es la dieta con la que se alimentan las gentes Tigray-Tigrinya. El Injera se hace de teff, de trigo o de sorgo, y se asemeja a una crepe esponjosa, levemente amarga. Al comer generalmente comparten el alimento en una bandeja grande colocada en el centro de la mesa. Se suelen apilar numerosas "tortitas" de injera acompañado de numerosos guisados picantes. Se suele tomar un pedazo de injera y se sumerge en los guisados.
Los guisados que acompañan al injera se hacen generalmente de la carne de vaca, de pollo, de cordero o con sólo verduras. La mayoría de los platos de Eritrea, a excepción del Saho, son picantes y especiados. El Berbere es un tipo de chile seco que acompaña casi todos los platos. Los guisados incluyen zigni, que se hace de la carne de vaca, el dorho tsebhi que se hace de pollo, alicha que se hace sin berbere, y el shiro, un puré de varias legumbres.
En las tierras bajas, el plato principal es el akelet, una gacha de avena elaborado de la pasta de la harina de trigo. Mediante un cucharón se saca al exterior y se unta la salsa del berbere, de mantequilla y es acompañada por leche o yogur.